# Mauritiuskirche (Oedheim)

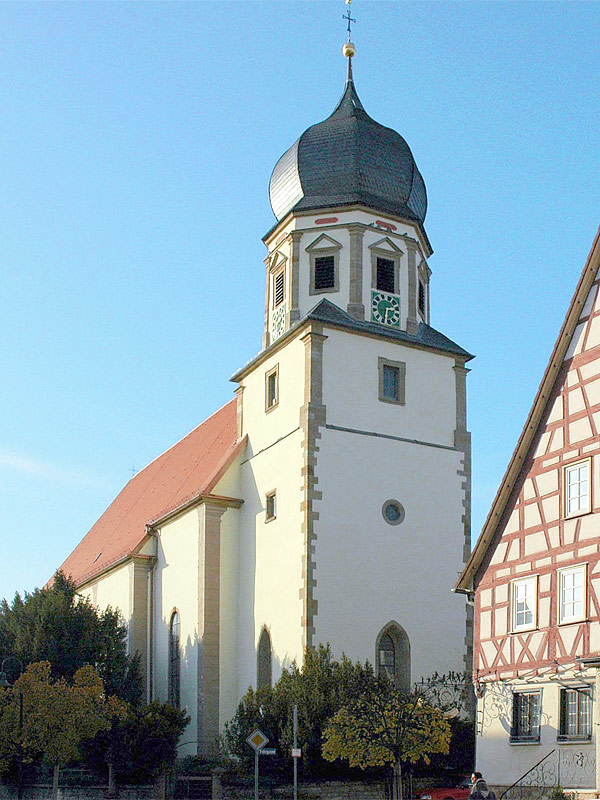
Mauritiuskirche in Oedheim

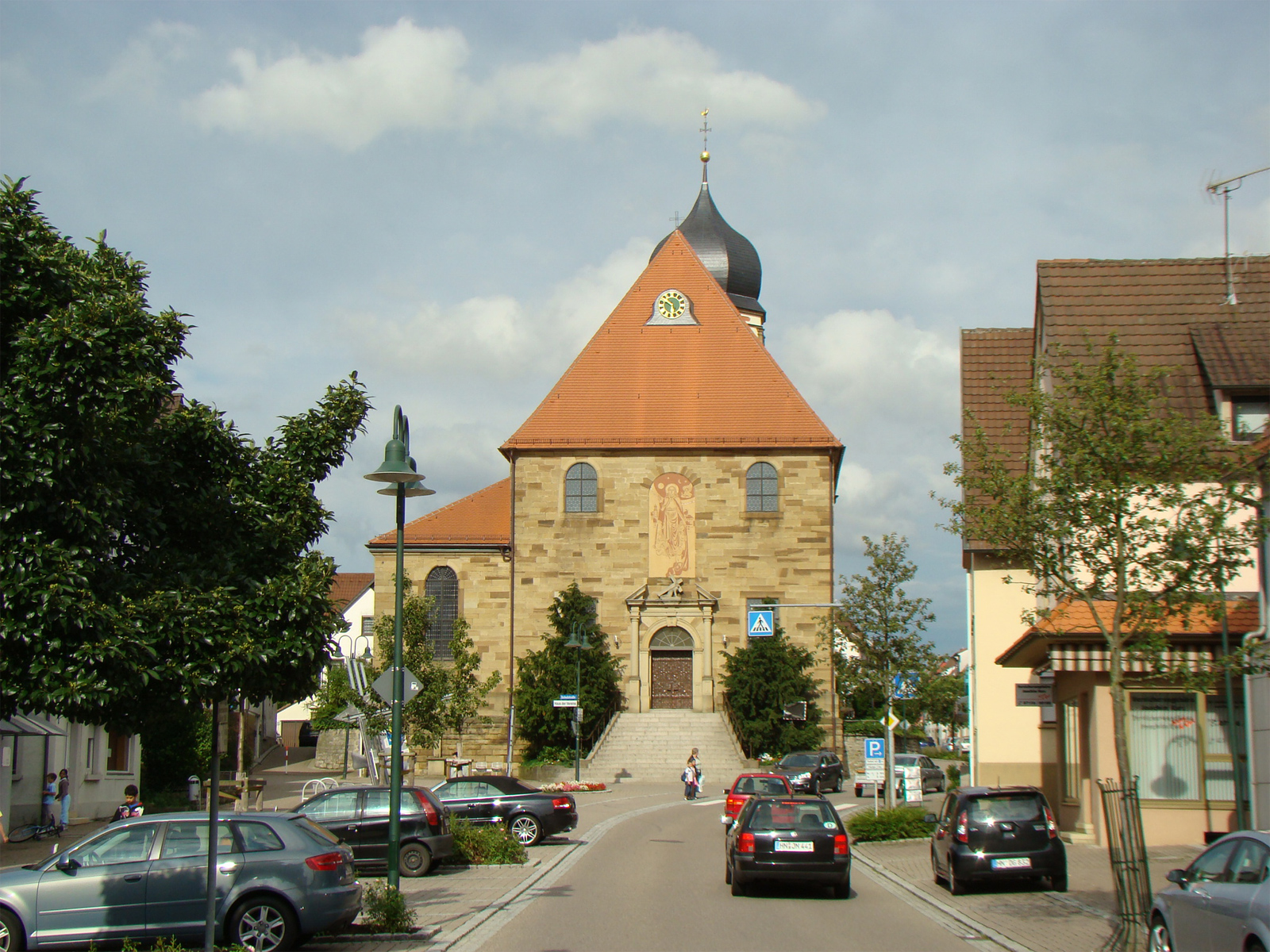
Ansicht von Westen (Juli 2009)

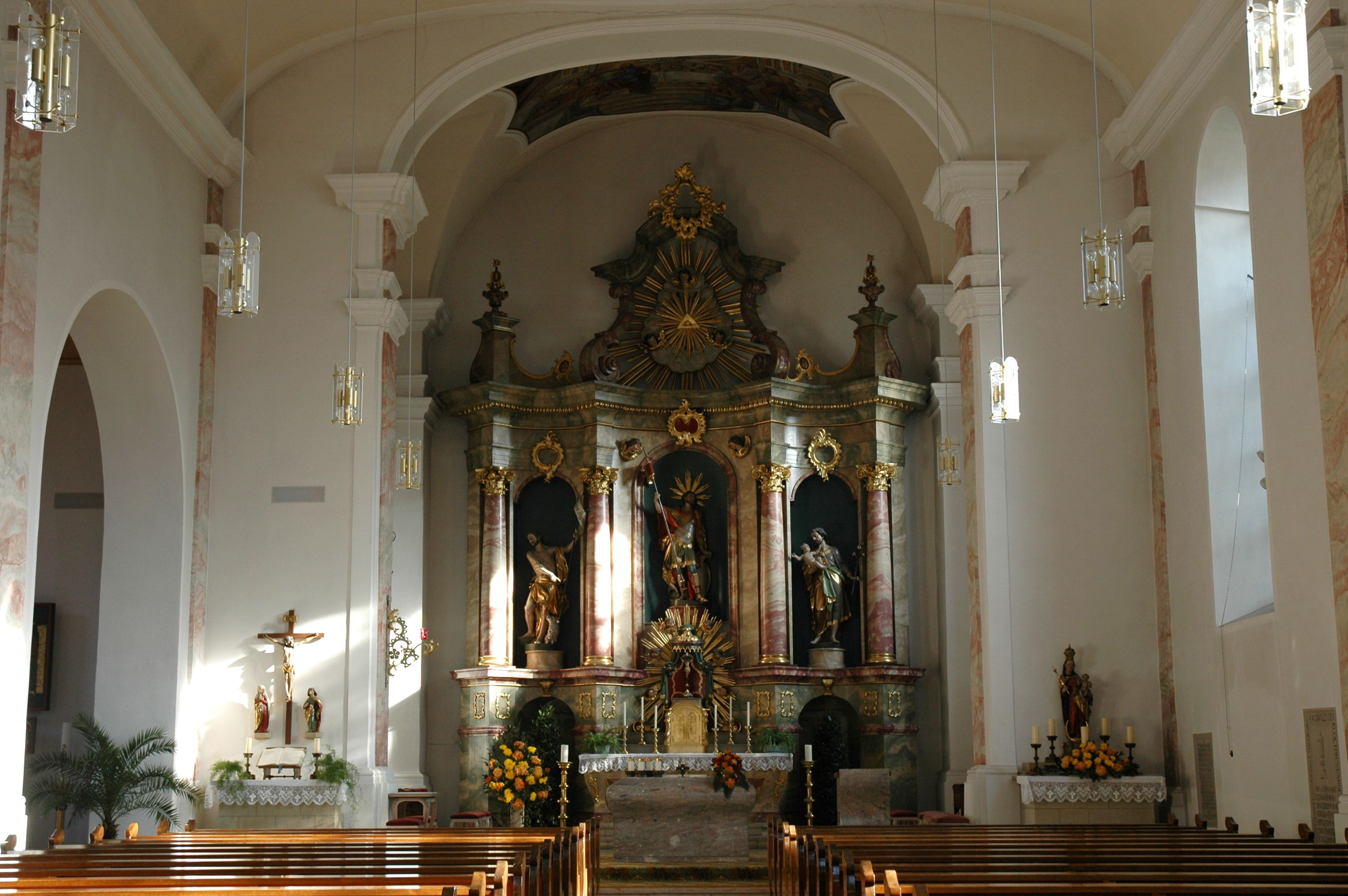
Chor mit Hochaltar (Nov. 2005)

Die Mauritiuskirche in Oedheim im Landkreis Heilbronn im nördlichen Baden-Württemberg ist eine katholische Pfarrkirche.

## Geschichte
Die auf einer Anhöhe in etwa in der Mitte des historischen Ortskerns von Oedheim gelegene Kirche ist die ursprüngliche Kirche des Ortes. Ein erstes Gotteshaus an dieser Stelle entstand vermutlich bereits im Zuge der Ortsgründung während der fränkischen Landnahme. Die Kirche ist vermutlich schon von jeher dem Heiligen Mauritius geweiht.
Die ältesten Belege für die Kirche datieren auf die Zeit vor 1300, als die Kirche wie auch der Ort weinsbergische Reichslehen waren. Ein Konrad von Weinsberg schenkte die Kirche 1328 dem Kloster Schöntal. Ein daraufhin entbrannter Streit um die Zugehörigkeit der Kirche wurde 1342 von Kaiser Ludwig IV. durch seinen Verzicht zugunsten des Klosters entschieden. 1345 wurde der Besitz des Klosters durch Papst Innozenz VI. bestätigt. Die Liste der Pfarrer in Oedheim lässt sich lückenlos bis in jene Zeit zurückverfolgen. Von dem Kirchengebäude jener Zeit ist noch der Turmsockel erhalten. Um die Kirche befand sich der ursprüngliche Friedhof des Ortes.
Als sich im 17. Jahrhundert die Einwohnerzahl in Oedheim von etwa 400 auf 800 verdoppelte, war ein Kirchenneubau nötig. 1719 gab es eine Einigung über die Baukosten, die außer vom Kloster Schöntal auch vom Deutschen Orden und der Pfarrgemeinde getragen wurden. Der Bau wurde durch den Wimpfener Baumeister Ignatius Jochum und seinen Oedheimer Vetter Christian Jochum ausgeführt und am 7. Oktober 1725 durch den Würzburger Weihbischof Bernhard Mayer geweiht. Der Hauptaltar wurde dem Kirchenpatron Mauritius, die Nebenaltäre der Muttergottes und dem Erzengel Michael geweiht. Bereits 1777 wurde ein neuer Hochaltar angeschafft.
Im Jahr 1874 war nach einem erneuten Anwachsen der Bevölkerung eine Erweiterung der Kirche nötig, deren Langhaus verlängert und durch ein Seitenschiff ergänzt wurde. Der damalige Ortspfarrer Friedrich Laib (1819–1903) plante die Kirchenerweiterung und stiftete einen spätgotischen Marienaltar. Anlässlich der Erweiterung wurden außerdem der Michaelsaltar durch einen Nothelferaltar ersetzt und der alte Friedhof aufgegeben. Erde und Gebeine wurden auf den 1798 erworbenen und seitdem genutzten neuen Friedhof verbracht.
1949 erhielt die Kirche einen neuen Hochaltar. 1957/58 wurden im Untergeschoss des Turmes Fresken aus der Zeit um 1450 freigelegt. Das gotische Gewölbe des Turmsockels zeigt die Evangelistensymbole: geflügelter Mensch, Löwe, Stier und Adler. An den Turmwänden sind biblische Darstellungen zu sehen, von der Verkündigung Mariä über das Leben Jesu bis zur Wiederauferstehung und dem Weltgericht.
1978 wurde eine neue Orgel gebaut von Richard Rensch, Lauffen am Neckar.
In die Seitenwände der Kirche sind historische Grabplatten von Oedheimer Pfarrern eingelassen.

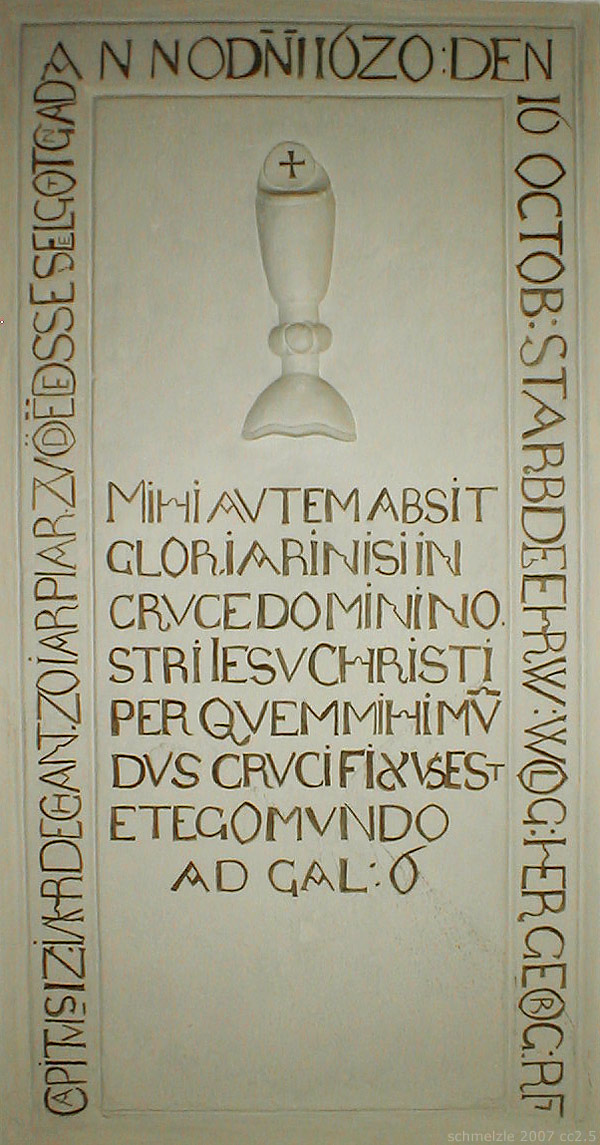
Grabplatte von Pfarrer Georg Ritter († 1620)
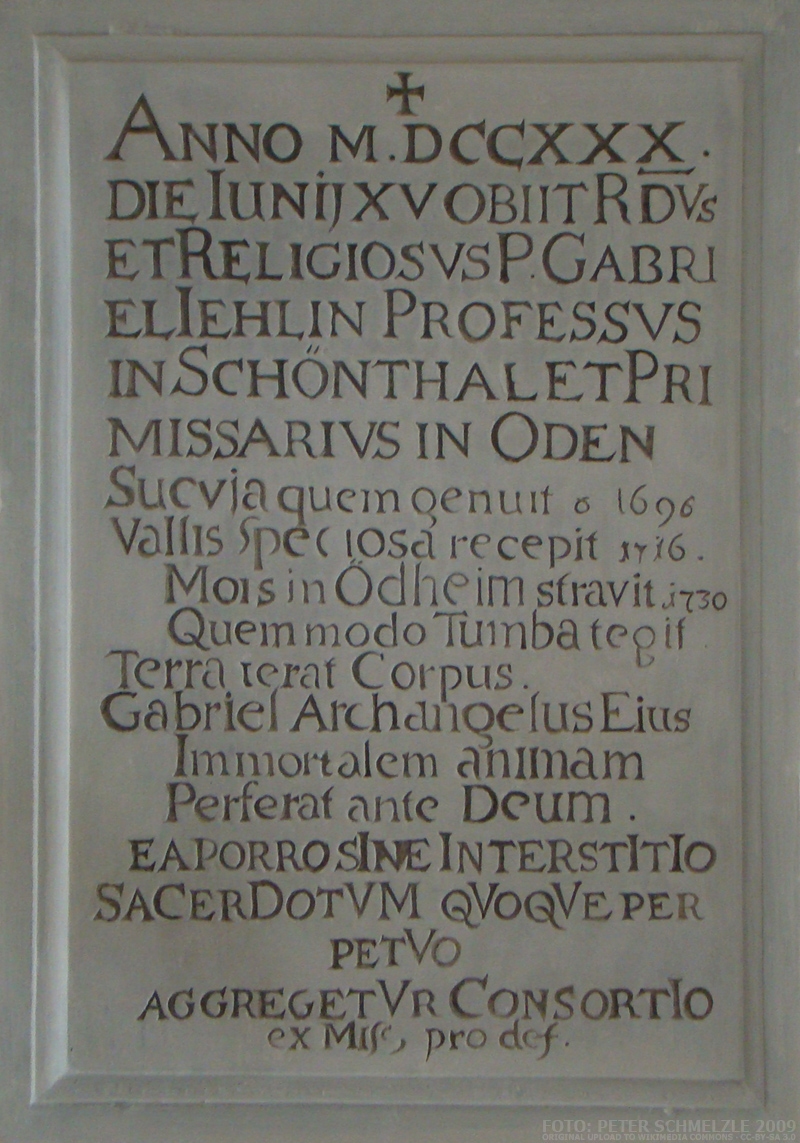
Grabstein von Pfarrer Jehlin

## Marienaltar

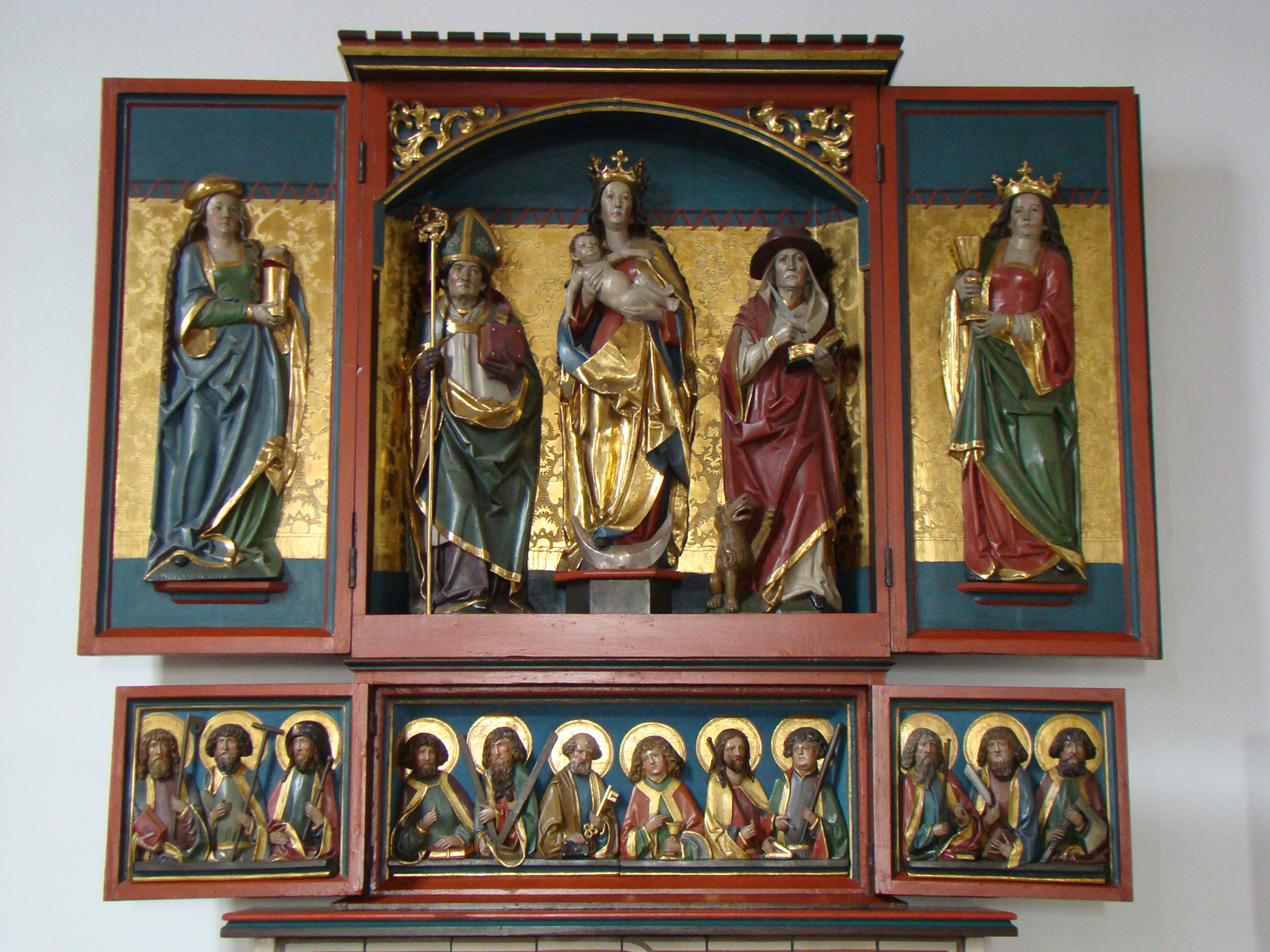
Marienaltar

Der bedeutendste Kunstschatz der Kirche ist der an der Stirnseite des Seitenschiffs angebrachte Marienaltar. Der 115 cm breite und 139 cm hohe Schrein enthält drei aus Lindenholz gearbeitete, farbig gefasste vollplastische Standfiguren der apokalyptischen Madonna, die unter einem von wenig Laubwerk in den Ecken verzierten Segmentbogen von den Heiligen Ambrosius und Hieronymus flankiert wird. Die Flügelinnenseiten zeigen Maria Magdalena und Barbara, jeweils als farbig gefasste Reliefschnitzereien. Die bemalten Außenflügel zeigen eine sich über beide Flügel erstreckende Verkündigungsszene. Die Predellennische ist wie der Schrein mit Klappflügeln verschlossen. Predella und Predelleninnenflügel zeigen farbig gefasste Reliefbüsten der zwölf Apostel. Die Außenseiten der Predellenflügel sind nicht bemalt.
Die Herkunft des Altars ist unbekannt. Das Bildprogramm ist weder thematisch noch stilistisch in sich geschlossen, so dass der Altar vermutlich aus unabhängig voneinander entstandenen Komponenten montiert wurde. Die Reliefs und Figuren stammen wohl aus der Zeit um 1500, wobei für die Heiligenfiguren des Schreins und der Innenflügel eine andere Hand angenommen werden darf, als für die Apostelreliefs in der Predella. Die Verkündigungsszene auf den Außenflügeln wird auf das 19. Jahrhundert datiert. Möglicherweise wurde der Schrein damals vollkommen übermalt, möglicherweise ist der Schrein aber auch damals erst neu entstanden.